# Ostedes slocumi
Ostedes slocumi är en skalbaggsart som först beskrevs av J. Linsley Gressitt 1942.  Ostedes slocumi ingår i släktet Ostedes och familjen långhorningar. Inga underarter finns listade i Catalogue of Life.